# Arctic SA
Arctic este o companie producătoare de electrocasnice din România, înființată în 1968 la Găești.
Compania a fost privatizată în anul 1997 când pachetul majoritar de acțiuni a fost preluat de Banca Europeană de Reconstrucție și Dezvoltare și Groupe Societe Generale.
Tot atunci o parte din acțiuni au fost listate la Bursa de Valori București.
În anul 2002, compania a fost cumpărată de grupul Arçelik (Turcia), care produce și distribuie la nivel mondial electrocasnice mari și mici, componente și aparatură electronică. În 2010, 80% din producție a fost direcționată către 59 de țări din Europa, Africa și Asia. Capacitatea de producție a fabricii a crescut de la 400.000 de unități în 2001 la 1,4 milioane de unități în 2010 și 2,5 milioane de unități în 2013.
Arctic este lider pe piața de produse electrocasnice din România, cu o cotă de piață de 35%. 
În 2013, compania a investit 24 de milioane de euro într-o nouă linie de producție la Găești, județul Dâmbovița. În prezent (2015), peste 85% din producția de aici este pentru export.

## Istorie
Arctic a fost înființată în anul 1968 cu scopul de a produce frigidere și compresoare frigorifice pentru piața locală, din anul 1970 începând activitatea de producție cu două tipuri de frigidere, capacitate de 140 litri sau 180 litri, și două tipuri de compresoare frigorifice (CFO 4.1 și CFO 4.5). În 1972 are loc primul export pentru piața din Franța.
Procesul tehnologic și produsele (frigidere) fiind realizate sub licență Thompson-Houston-Brand, companie franceză înființată în anul 1893 ca partener al firmei americane General Electric. Capacitatea maximă de producție fiind de 220.000 unități pe an, nivel atins în 1975, moment ce a coincis cu ieșirea fabricației de sub licența Thompson-Houston-Brand.
De-a lungul anilor, Arctic a devenit o marcă reprezentativă pentru frigidere în România.
Arctic este privatizată și listată la Bursa de Valori București din 1997, BERD și Group Societe Generale devenind acționari majoritari ca urmare a investiției de 30 de milioane USD.
Compania Arctic este dedicată sustenabilității întrucât electrocasnicele lor sunt gândite așa încât să aibă grijă de mediul înconjurător. Spre exemplu, mașinile de spălat rufe sunt echipate cu soluția Saveinall și RecycledTub. Saveinall presupune o optimizare a consumului de resurse (de la apă și până la detergent), iar RecycledTub presupune că au cuva realizată din materiale reciclate.

## Arçelik Group și Koç Holding
Din 2002, Arctic face parte din Arçelik Group, important jucător din industria aparatelor electrocasnice din Turcia, devenind una dintre cele 14 unități distincte de producție și una dintre cele 10 mărci ale grupului. 
Arçelik este parte a Grupului Koç, A.Ș., conglomerat industrial din Turcia care activează în 4 industrii principale: energie, industria auto, produse electrocasnice și servicii financiare. Compania cu sediul în Nakkaștepe, Istanbul este condusă de familia Koç.
Arçelik a investit în Arctic peste 110 milioane euro în dezvoltarea afacerii, pentru modernizarea și creșterea liniilor de producție. În 2013, Arctic a deschis o nouă linie de producție și a extins capacitatea de producție cu 25% în cadrul fabricii din Găești, cu o investiție de 21,9 milioane de euro.
La sfârșitul anului 2019, Arctic a investit 150 de milioane euro într-o unitate de producție mașini de spălat, investiție green field, în localitatea Ulmi, Dâmbovița. Fabrica, construită în 17 luni pe o suprafață de peste 700.000 m2, va avea o capacitate de 2,2 milioane mașini de spălat pe an.

## Date financiare
| Ani  | Venituri   | Cheltuieli | Profit    | Inventar  | Rezerve  | Creante   | Datorii    | Banca si Lichiditati | Angajati |
| ---- | ---------- | ---------- | --------- | --------- | -------- | --------- | ---------- | -------------------- | -------- |
| 2021 | 3588507064 | 3517093491 | -72614191 | 473907124 | 12766969 | 862880270 | 1395521399 | 17621428             | 4315     |
| 2020 | 2872454278 | 2591632308 | 121280866 | 278314673 | 12609740 | 779363806 | 1122303748 | 105047240            | 3604     |
| 2019 | 2704062855 | 2477851181 | 47621421  | 397731264 | 25370040 | 735369781 | 1159292967 | 13376307             | 3505     |
| 2018 | 2496434962 | 2232111199 | 82436901  | 365965973 | 24912025 | 721038467 | 1082814946 | 13543241             | 3034     |
| 2017 | 2378866616 | 2113943974 | 81055736  | 313141542 | 22512427 | 683301402 | 518940681  | 132712676            | 2822     |
| 2016 | 2098262221 | 1873193776 | 200139540 | 263093134 | 22521167 | 474377646 | 374902684  | 344980073            | 2791     |

Cifra de afaceri:
- 2019: 523 milioane euro
- 2013: 338 milioane euro
- 2010: 200 milioane euro - în creștere cu 6% față de 2009[13]
- 2009: 186 milioane euro
- 2008: 213 milioane euro — scădere cu 5% față de 2007[14]
- 2005: 150 milioane euro[2]

Număr de angajați:
- 2019: 3.505
- 2013: 2.420
- 2010: 2.400[13]
- 2006: 1.450
- 2004: 1.800
- 2003: 2.300[2]